# 迪尔普里特·辛格
迪尔普里特·辛格（Dilpreet Singh，1999年11月12日—），印度男子曲棍球运动员，司职前锋，2018年亚洲运动会男子曲棍球铜牌得主、2020年夏季奥林匹克运动会男子曲棍球铜牌得主。